# سیلورسیز کروزس
سیلورسیز کروزس (انگلیسی: Silversea Cruises) شرکت گردشگری فرانسوی است، که در سال ۱۹۹۴ تأسیس شد.